# Digrammia pallorata
Espèce
Digrammia pallorata est une espèce de papillons de la famille des Geometridae,,.

## Répartition
Ce papillon se rencontre en Amérique du Nord, et a été signalé dans l'Arizona, la Californie, le Colorado, le Nevada, le Nouveau-Mexique, le Texas et l'Utah.

## Description
La longueur des ailes antérieures est de 11 à 14 mm pour les mâles et de 14 à 16 mm pour les femelles.
Les larves se nourrissent de Juniperus monosperma et de Juniperus pinhotii.

## Systématique
Le nom valide complet (avec auteur) de ce taxon est Digrammia pallorata Ferguson (d), 2008.
L'article rédigé par Alexander C. Ferguson (d) (1926-2002) a été publié en 2008 à titre posthume.

## Publication originale
- Douglas C. Ferguson (éditeur), R. W. Hodges (éditeur) et al., « Geometroidea: Geometridae (part), Ennominae (Part - Abraxini, Cassymini, Macariini) », The Moths of North America North of Mexico, vol. 430, no 17.2,‎ 2008 (lire en ligne)